# Schloss Möllersdorf

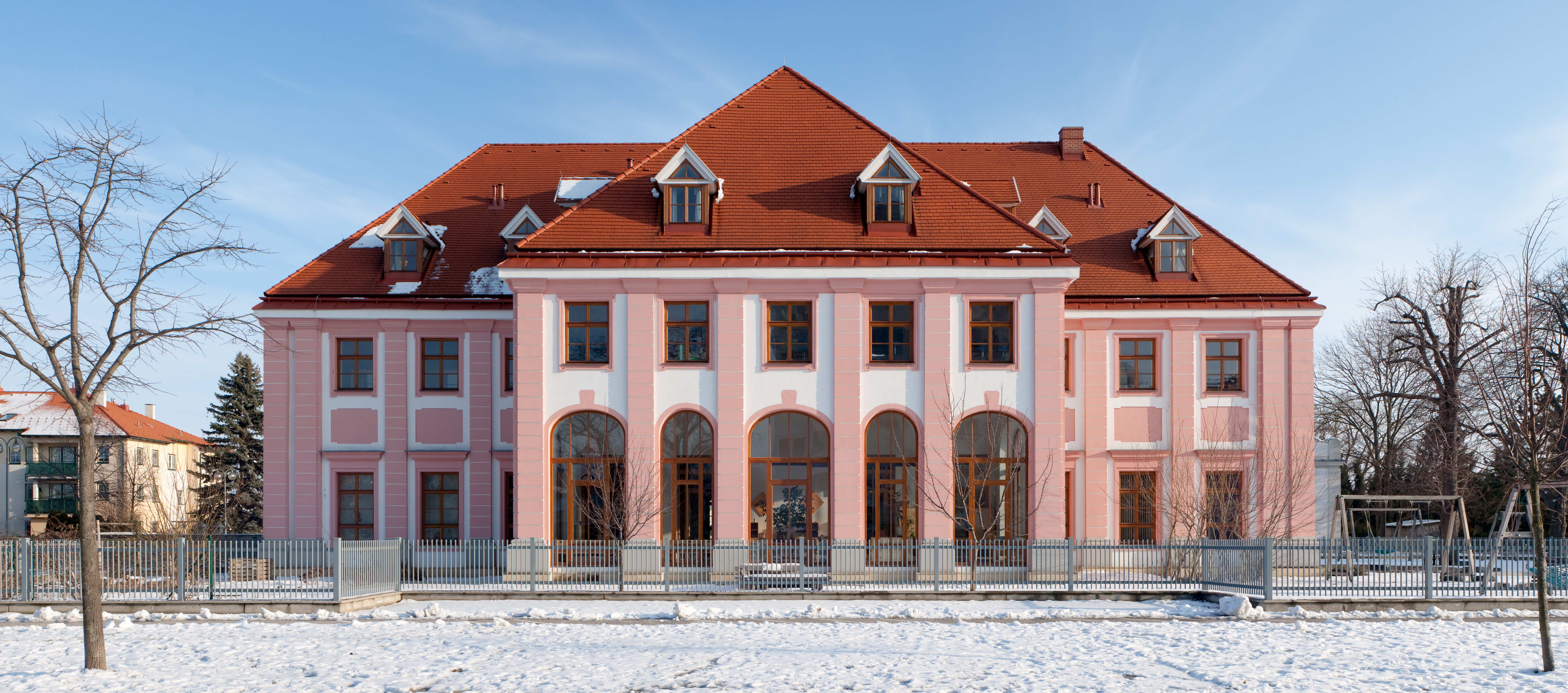
Das ehemalige Schloss Möllersdorf

Das Schloss Möllersdorf ist ein ehemaliges Schloss in Möllersdorf, einer Katastralgemeinde von Traiskirchen in Niederösterreich.

## Geschichte
Das Gebäude wurde bereits vor 1700 von einem der Grafen Czernin erbaut. Es wechselten aber in rascher Folge die Besitzer, bis es im Jahr 1781 unter Kaiser Josef II. samt dem zugehörigen Hof in eine Kaserne umgebaut wurde.
Zu Beginn des 19. Jahrhunderts wurde ein Militärspital eingerichtet, später ein Marodenhaus. Im Jahr 1873 wurde im Gebäude eine Militärstrafanstalt untergebracht.
In den Jahren 1920 bis 1925 war darin eine Zivilstrafanstalt, bis im Jahr 1927 die Stadt Traiskirchen das Gebäude kaufte und es zu Wohnungen umbaute – es entstand der Schusterhof.
Das Gebäude sollte eigentlich gegen Ende des 20. Jahrhunderts geschleift werden. Dies wurde allerdings durch den Denkmalschutz (Listeneintrag) verhindert und es wurde von der Stadt Traiskirchen im Jahr 2002 begonnen, das Gebäude zu renovieren. Es wurde ein Landeskindergarten eingerichtet, dabei auch einige alte Relikte wie Steinwappen oder Fresken wiederhergestellt.